# Anomala rufopartita
Anomala rufopartita är en skalbaggsart som beskrevs av Leon Fairmaire 1889. Anomala rufopartita ingår i släktet Anomala och familjen Rutelidae. Inga underarter finns listade i Catalogue of Life.